# Hannah Buckling
Hannah Bucking, né le 3 juin 1992 à Sydney en Australie, est une poloïste australienne évoluant au poste de pointe arrière. Elle fut l'une des dix-sept joueuses susceptibles d'être sélectionnée pour le tournoi olympique de Londres en 2012 mais ne fut pas retenue dans la liste des treize établit par le sélectionneur Greg McFadden. Dès l'année suivante, elle fait partie de l'équipe australienne battue par l'Espagne en finale du Championnat du monde 2013 se tenant à Barcelone. Le 19 juin 2016, le sélectionneur Greg McFadden annonce qu'elle fera partie de l'équipe qui défendra les couleurs de l'Australie aux Jeux de Rio en 2016.

## Palmarès

### En sélection nationale
- Australie

- - Vice-championne du monde en 2013 à Barcelone.